# Espiens
Espiens – miejscowość i gmina we Francji, w regionie Nowa Akwitania, w departamencie Lot i Garonna.
Według danych na rok 1990 gminę zamieszkiwało 318 osób, a gęstość zaludnienia wynosiła 18 osób/km² (wśród 2290 gmin Akwitanii Espiens plasuje się na 862. miejscu pod względem liczby ludności, natomiast pod względem powierzchni na miejscu 627.).